# Hörjong állomás
Hörjong (Hoeryong) állomás metróállomás a szöuli metró 1-es vonalán, valamint az idzsongbui (uijeongbui) U vonalon. Egyúttal a hagyományos Kjongvon (Gyeongwon) vasútvonal állomása is.

## Viszonylatok
| 1-es vonal                                          | 1-es vonal                         | 1-es vonal                                            |
| --------------------------------------------------- | ---------------------------------- | ----------------------------------------------------- |
| Idzsongbu (Uijeongbu) Szojoszan (Soyosan) felé      | Kjongvon (Gyeongwon) személyvonat  | Mangvolsza (Mangwolsa) Incshon (Incheon) felé         |
| Idzsongbu (Uijeongbu) Tonducshon (Dongducheon) felé | Kjongvon (Gyeongwon) expresszvonat | Tobongszan (Dobongsan) Incshon (Incheon) felé         |
| U vonal                                             |                                    |                                                       |
| Palgok (Balgok) Végállomás felé                     | U vonal                            | Pomgol (Beomgol) Thapszok (Tapseok) felé              |
| Korail                                              |                                    |                                                       |
| Mangvolsza (Mangwolsa) Jongszan (Yongsan) felé      | Kjongvon (Gyeongwon) vonal         | Idzsongbu (Uijeongbu) Pengmagodzsi (Baengmagoji) felé |